# Chrysopa smitzi
Chrysopa smitzi är en insektsart som beskrevs av Navás 1914. Chrysopa smitzi ingår i släktet Chrysopa och familjen guldögonsländor. Inga underarter finns listade i Catalogue of Life.